# 短鰭海鯽
短鰭海鯽，為輻鰭魚綱鱸形目隆頭魚亞目海鯽科的其中一種，分布於東太平洋區，從加拿大卑詩省至美國加州中部海域，棲息深度可達30公尺，體長可達22公分，生活在巨藻生長的海域，屬肉食性，以甲殼類為食，胎生，可做為觀賞魚。